# Nekrolog 1803
Nekrolog
◄◄
| ◄
| 1799
| 1800
| 1801
| 1802
| 1803 | 1804 | 1805 | 1806 | 1807 | ► | ►►
Weitere Ereignisse | Allgemeiner Nekrolog 1803
Die Beschreibung der verstorbenen Person sollte so kurz wie möglich gehalten sein und nur deren signifikante Tätigkeit(en) enthalten.
Neue Namen ggf. auch unter dem Geburts- und Sterbedatum, also etwa unter 1. Januar und im Geburts- und Sterbejahr (2024) eintragen (nur bei entsprechender großer Wichtigkeit). Für Beispiele siehe die schon vorhandenen Artikel.
Außerdem über die fünf zuletzt Verstorbenen, zu denen es einen ausreichend guten Artikel für eine Präsentation auf der Hauptseite gibt, nach der todesbedingten Überarbeitung der Artikel ggf. auch unter Wikipedia Diskussion:Hauptseite informieren und sie am besten auch in den anderen Wikipedia-Sprachversionen eintragen. Tipp: Regelmäßig bei news.google.de nach „ist tot“, „gestorben“ oder „verstorben“ suchen.
Wenn eine Person gestorben ist, gibt es viele Seiten zu dieser Person in der Wikipedia, die davon auch betroffen sind und entsprechend aktualisiert werden müssen. Beispiele: Namenübersichtsseite, Geburtsjahr, Geburtsort-Seiten und viele mehr.
Wie finde ich die betroffenen Seiten?
Im Suchfeld auf der linken Seite gibt man den Suchbegriff so ein: „Vorname Nachname“. Dann klickt man auf Volltext und alle Seiten mit entsprechendem Suchtext werden aufgerufen. Hier sieht man dann schnell, wo auch das Todesjahr Sinn macht oder sogar ein Teil des Artikels angepasst werden muss. Auch hilft das „Werkzeug“ auf der linken Seite sehr gut, um solche Seiten aufzufinden: „Links auf diese Seite“. Somit ist die Wikipedia wieder aktuell in allen Bereichen! Hinweis: bei Eintragung der Kategorie „Gestorben JAHR“ wird der Missbrauchsfilter 49 ausgelöst, was jedoch nicht schlimm ist. Siehe: Spezial:Missbrauchsfilter/49
Dies ist eine Liste von im Jahr 1803 verstorbenen bekannten Persönlichkeiten. Die Einträge erfolgen innerhalb der einzelnen Daten alphabetisch sortiert. Tiere sind im Nekrolog für Tiere zu finden.

## Januar
| Tag        | Name                                | Beruf, bekannt als                                                   | Alter | Beleg |
| ---------- | ----------------------------------- | -------------------------------------------------------------------- | ----- | ----- |
| 2. Januar  | Ignaz von Beecke                    | deutscher Komponist und Pianist der Klassik                          | 69    |       |
| 4. Januar  | James Kinsey                        | US-amerikanischer Jurist und Politiker                               | 71    |       |
| 6. Januar  | Franz Xaver Feuchtmayer der Jüngere | Münchner Hofstuckateur des Spätbarock (Rokoko), Wessobrunner Schule  | 67    |       |
| 7. Januar  | Matthias Christian Sprengel         | deutscher Geograph und Polyhistor                                    | 56    |       |
| 9. Januar  | Johann Boguslaw von Zitzewitz       | königlich preußischer Generalmajor, Chef des Dragonerregiments Nr. 9 | 78    |       |
| 11. Januar | Johann Heinrich Reß                 | deutscher lutherischer Theologe und Autor                            | 70    |       |
| 11. Januar | Carl Wilhelm von Tschirschky        | preußischer Generalmajor, Chef des Dragonerregiments Nr. 11          | 67    |       |
| 12. Januar | Giuseppe Baldrighi                  | italienischer Maler                                                  | 80    |       |
| 13. Januar | August Friedrich von der Droessel   | preußischer Generalmajor, Chef des Leibkürassierregiments            | 66    |       |
| 15. Januar | Jean-Pierre Papon                   | französischer Historiker und Provenzalist                            | 68    |       |
| 15. Januar | Kirill Grigorjewitsch Rasumowski    | russischer Graf und Feldherr                                         | 74    |       |
| 17. Januar | Jakob Botta d’Adorno                | k.k Feldmarschall                                                    |       |       |
| 17. Januar | Blaise Duval                        | französischer Divisionsgeneral der Kavallerie                        | 63    |       |
| 17. Januar | Friedrich Roman Gebhard             | deutscher katholischer Geistlicher, Jesuit                           | 60    |       |
| 18. Januar | Claire Clairon                      | französische Tragödin und Hofmaitresse in Ansbach                    | 79    |       |
| 18. Januar | Georg Christoph Kornacher           | Bürgermeister von Heilbronn (1784–1802)                              | 77    |       |
| 18. Januar | Sylvain Maréchal                    | französischer Dichter und Philosoph                                  | 52    |       |
| 19. Januar | Marcus Herz                         | deutscher Arzt und Hochschullehrer für Philosophie                   | 56    |       |
| 20. Januar | Johann Friedrich von Ryhiner        | Schweizer Staatsmann und Geograph                                    | 71    |       |
| 21. Januar | Dionysius Schüppen                  | Prior des Klosters Maria Engelport                                   | 72    |       |
| 23. Januar | Arthur Guinness                     | irischer Bierbrauer und Begründer der Biermarke Guinness             | 77    |       |
| 26. Januar | Georg Pasterwitz                    | österreichischer Komponist und katholischer Geistlicher              | 72    |       |
| 28. Januar | Karl von Marinelli                  | österreichischer Schauspieler und Schriftsteller                     |       |       |
| 30. Januar | Gustav Ernst von Strandmann         | russischer General und Gouverneur                                    | 60    |       |

## Februar
| Tag         | Name                                                   | Beruf, bekannt als                                                                                      | Alter | Beleg |
| ----------- | ------------------------------------------------------ | --- | ----- | ----- |
| 1. Februar  | Anders Chydenius                                       | finnischer Pfarrer, Politiker und Philosoph                                                             | 73    |       |
| 3. Februar  | Renée-Caroline-Victoire de Froulay                     | französische Autorin und Saloniere                                                                      | 88    |       |
| 3. Februar  | Karl Arnold von Hompesch                               | Domherr verschiedener Domstifte, Propst und Montanunternehmer                                           | 66    |       |
| 3. Februar  | Wolfgang Ernst II. zu Isenburg und Büdingen            | deutscher Fürst                                                                                         | 67    |       |
| 3. Februar  | Wulf Dietrich von der Schulenburg                      | dänischer Generalleutnant                                                                               | 71    |       |
| 5. Februar  | Giambattista Casti                                     | italienischer Dichter und Satiriker                                                                     | 78    |       |
| 6. Februar  | Gasparo Angiolini                                      | italienischer Tänzer, Choreograf und Theoretiker                                                        | 71    |       |
| 6. Februar  | Richard Beresford                                      | US-amerikanischer Jurist, Offizier in der Kontinentalarmee und Politiker der Province of South Carolina |       |       |
| 6. Februar  | Georg Gustav Fülleborn                                 | deutscher Schriftsteller, Philologe und Philosoph                                                       | 33    |       |
| 7. Februar  | Friedrich Ludwig Carl Christian zu Castell-Rüdenhausen | deutscher Landesherr und Mäzen                                                                          | 56    |       |
| 8. Februar  | Otto von Blome                                         | holsteinischer Gutsbesitzer, Domherr und Diplomat in dänischen Diensten                                 |       |       |
| 9. Februar  | Erik Gustaf Lidbeck                                    | schwedischer Ökonom und Professor für Naturgeschichte und Ökonomie                                      | 78    |       |
| 9. Februar  | Jean-François de Saint-Lambert                         | französischer Soldat, Dichter, Philosoph und Autor                                                      | 86    |       |
| 11. Februar | Jean-François de La Harpe                              | französischer Kritiker und Dichter                                                                      | 63    |       |
| 11. Februar | Anton von Störck                                       | österreichischer Mediziner                                                                              | 71    |       |
| 12. Februar | Friedrich Leopold von der Goltz                        | preußischer Leutnant und Landrat                                                                        |       |       |
| 16. Februar | Giovanni Punto                                         | böhmischer Hornist, Violinist und Komponist                                                             | 56    |       |
| 16. Februar | Louis René Édouard de Rohan-Guéméné                    | letzter Fürstbischof des Bistums Straßburg                                                              | 68    |       |
| 17. Februar | Nicolás del Campo                                      | spanischer Militär und Kolonial-Gouverneur                                                              | 77    |       |
| 18. Februar | Johann Wilhelm Ludwig Gleim                            | deutscher Dichter der Aufklärungszeit                                                                   | 83    |       |
| 18. Februar | Hans Caspar Hirzel                                     | Schweizer Arzt und Schriftsteller                                                                       | 77    |       |
| 19. Februar | Mathias Weber                                          | deutscher Räuber                                                                                        |       |       |
| 20. Februar | Marie Dumesnil                                         | französische Schauspielerin                                                                             | 90    |       |
| 21. Februar | Edward Despard                                         | britischer Offizier und politischer Aktivist                                                            | 51    |       |
| 23. Februar | Helene Charlotte von Friedland                         | brandenburgische Adlige und Gutsherrin                                                                  | 48    |       |
| 25. Februar | Pablo de Olavide                                       | hispanoamerikanischer Jurist, Autor und Politiker                                                       | 78    |       |
| 27. Februar | Johannes Janett                                        | Schweizer reformierter Pfarrer                                                                          | 73    |       |

## März
| Tag      | Name                                                        | Beruf, bekannt als                                                                     | Alter | Beleg |
| -------- | ----------------------------------------------------------- | -------------------------------------------------------------------------------------- | ----- | ----- |
| 2. März  | Franz Josef Freiherr von Heinke                             | österreichischer Jurist                                                                | 76    |       |
| 4. März  | Alexander Grigorjewitsch Demidow                            | russischer Unternehmer                                                                 | 65    |       |
| 5. März  | Siegmund von Bibra                                          | deutscher Pädagoge und Lexikograf                                                      | 52    |       |
| 5. März  | Friedrich August Vitzthum von Eckstädt                      | kursächsischer Kammerherr und Obersteuereinnehmer                                      | 37    |       |
| 6. März  | Johann Friedrich Alexander Thiele                           | deutscher Maler und Radierer                                                           | 55    |       |
| 7. März  | Edme-Sébastien Jeaurat                                      | französischer Astronom                                                                 | 77    |       |
| 8. März  | Francis Egerton, 3. Duke of Bridgewater                     | britischer Adliger                                                                     | 66    |       |
| 11. März | Jean-Baptiste Cardon                                        | französischer Harfenist und Komponist                                                  |       |       |
| 14. März | Michel-François de Couët du Vivier de Lorry                 | französischer römisch-katholischer Geistlicher und Bischof von La Rochelle             | 76    |       |
| 14. März | Friedrich Gottlieb Klopstock                                | deutscher Autor und Dichter                                                            | 78    |       |
| 17. März | Dmitri Alexejewitsch Golizyn                                | russischer Diplomat, Kunstagent, Autor                                                 | 68    |       |
| 17. März | Philipp Friedrich Theodor Meckel                            | deutscher Mediziner                                                                    | 47    |       |
| 18. März | Matthew Brettingham der Jüngere                             | britischer Architekt und Kunstagent                                                    |       |       |
| 19. März | Erdmann Bogislav von Hertzberg                              | preußischer Offizier, zuletzt Generalmajor                                             | 66    |       |
| 19. März | Magnus Friedrich Roos                                       | deutscher Theologe                                                                     | 75    |       |
| 19. März | Praskowja Iwanowna Schemtschugowa                           | russische Schauspielerin und Sopranistin                                               | 34    |       |
| 21. März | Theodor Georg August Roose                                  | deutscher Mediziner und Professor für Physiologie und Anatomie sowie Medizinhistoriker | 32    |       |
| 24. März | Johann Bärensprung                                          | deutscher Druckereibesitzer, Verleger und Hofbuchdrucker                               |       |       |
| 24. März | Christian Gottlieb Geyser                                   | deutscher Maler und Kupferstecher                                                      | 60    |       |
| 24. März | August Gottlieb Preuschen                                   | deutscher Theologe, Kartograph und Geologe                                             |       |       |
| 25. März | Johann Evangelist Helfenzrieder                             | deutscher Jesuit, Mathematiker und Astronom                                            | 78    |       |
| 25. März | Urban Klieber                                               | österreichischer Bildhauer                                                             | 61    |       |
| 25. März | Martin Wolder Schrötteringk                                 | deutscher Jurist und Hamburger Ratsherr                                                | 74    |       |
| 28. März | Christoph Friedrich von Mihlendorff Freiherr von Manteuffel | kursächsischer Major der Infanterie                                                    | 76    |       |
| 29. März | Johann Caspar von Stael zu Sutthausen                       | Domherr in Münster und Osnabrück                                                       | 78    |       |
| 29. März | Gottfried van Swieten                                       | Diplomat in Diensten der Habsburgermonarchie                                           | 69    |       |
| 30. März | Viktorín Ignác Brixi                                        | böhmischer Komponist, Pianist und Organist                                             | 86    |       |
| 30. März | Christian von Dönhoff                                       | preußischer Kriegsminister                                                             | 61    |       |

## April
| Tag       | Name                                | Beruf, bekannt als                                                            | Alter | Beleg |
| --------- | ----------------------------------- | ----------------------------------------------------------------------------- | ----- | ----- |
| 3. April  | Otto Wilhelm von Bärneck            | preußischer Generalmajor                                                      |       |       |
| 4. April  | Georg Rudolf Böhmer                 | deutscher Mediziner und Botaniker                                             | 79    |       |
| 4. April  | Joseph Konrad von Schroffenberg-Mös | Bischof von Freising und Regensburg, letzter Fürstpropst von Berchtesgaden    | 60    |       |
| 4. April  | Josiah Smith                        | US-amerikanischer Politiker                                                   | 65    |       |
| 6. April  | Eberhard Ludwig Becht               | deutscher Archivar und Bürgermeister von Heilbronn                            | 70    |       |
| 6. April  | William Hamilton                    | schottischer Diplomat, Kunstsammler und Vulkanologe                           | 72    |       |
| 7. April  | Toussaint Louverture                | haitianischer Nationalheld                                                    |       |       |
| 8. April  | Louis François Antoine Arbogast     |                                                                               | 43    |       |
| 8. April  | Carl Wilhelm Robert                 | deutscher Theologe, Jurist und aktiver Freimaurer                             | 63    |       |
| 9. April  | Mihály Bakos                        | ungarischer Priester und Schriftsteller                                       |       |       |
| 9. April  | Samuel von Brukenthal               | Gouverneur von Siebenbürgen                                                   | 81    |       |
| 11. April | Hans Bernhard Ludwig Lembke         | deutscher Arzt und Stadtphysicus von Lübeck                                   | 80    |       |
| 11. April | Johann Friedrich Schroth            | österreichischer Bildhauer                                                    |       |       |
| 14. April | Carl Friedrich Evers                | deutscher Jurist, Archivar und Numismatiker im Herzogtum Mecklenburg-Schwerin | 73    |       |
| 14. April | Christoph Anton von Migazzi         | katholischer Erzbischof der Erzdiözese Wien und Kardinal                      | 88    |       |
| 15. April | Jeroným Brixi                       | böhmischer Organist, Kantor und Komponist                                     | 64    |       |
| 17. April | Johann Christoph von Knobelsdorff   | preußischer Generalmajor und Kommandeur des Infanterieregiments Nr. 37        |       |       |
| 18. April | Georg Bernhard Leopold Zeller       | deutscher Geiger, Kapellmeister und Komponist                                 | 74    |       |
| 19. April | Christoph Haberland                 | baltendeutscher Architekt                                                     | 53    |       |
| 22. April | Johann Heinrich von Günther         | preußischer Generalleutnant und Militärgouverneur                             |       |       |
| 24. April | Adélaïde Labille-Guiard             | französische Malerin                                                          | 54    |       |
| 26. April | Isaac Bloom                         | US-amerikanischer Politiker                                                   |       |       |
| 27. April | Jeremias Nicolaus Eyring            | deutscher Rektor und Hochschullehrer                                          | 63    |       |
| 27. April | Helfrich Bernhard Wenck             | deutscher Konsistorialrat, Rektor, Pädagoge, Historiker                       | 63    |       |
| 28. April | Johann Benedikt Carpzov IV.         | deutscher Theologie und Philologie                                            | 82    |       |
| 28. April | Johann Fabian Wilhelm von Schätzel  | preußischer Generalmajor                                                      | 64    |       |
| 29. April | Karl Gottfried Ferdinand von Busch  | preußischer Generalleutnant, zuletzt Chef des Dragonerregiments Nr. 8         | 69    |       |

## Mai
| Tag     | Name                                  | Beruf, bekannt als                                                                      | Alter | Beleg |
| ------- | ------------------------------------- | --------------------------------------------------------------------------------------- | ----- | ----- |
| 2. Mai  | Friedrich Gedike                      | deutscher Pädagoge und Bildungspolitiker der Aufklärung                                 | 49    |       |
| 3. Mai  | Johann Jakob Weitbrecht               | deutscher Typograph und Verleger in St. Petersburg                                      |       |       |
| 4. Mai  | Katharina Lang                        | deutsche Sängerin und Theaterschauspielerin                                             | 28    |       |
| 4. Mai  | Jean-Joseph Merlin                    | Konstrukteur im Bereich der Feinmechanik, Instrumentenbauer und Erfinder des Rollschuhs | 67    |       |
| 4. Mai  | Anton Rindenschwender                 | Unternehmer, Schultheiß von Gaggenau und Pionier der Industrialisierung                 | 78    |       |
| 7. Mai  | Heinrich Beck                         | deutscher Schauspieler und Dramatiker                                                   | 43    |       |
| 9. Mai  | Aemilian Angermayr                    | deutscher römisch-katholischer Theologe, Benediktiner-Mönch und Komponist               | 68    |       |
| 9. Mai  | Stevens Thomson Mason                 | US-amerikanischer Politiker                                                             | 42    |       |
| 10. Mai | Christian Karl zu Erbach-Fürstenau    | regierender Graf und preußischer Generalmajor                                           | 45    |       |
| 12. Mai | Karl von Eckartshausen                | deutscher Schriftsteller, Philosoph und Theosoph                                        | 50    |       |
| 17. Mai | Karl Wilhelm                          | Fürst von Nassau-Usingen                                                                | 67    |       |
| 18. Mai | Christian Wilhelm Ketterlinus         | deutscher Kupferstecher                                                                 | 36    |       |
| 18. Mai | Samuel Livermore                      | US-amerikanischer Politiker                                                             | 71    |       |
| 18. Mai | Dietrich Heinrich Ludwig von Ompteda  | deutscher Staatsrechtler und Minister                                                   | 57    |       |
| 20. Mai | Johann Gottfried Immanuel Berger      | deutscher evangelischer Theologe                                                        | 29    |       |
| 21. Mai | Johann Friedrich Wilhelm Thym         | deutscher reformierter Theologe und Pädagoge                                            | 34    |       |
| 24. Mai | Dietrich Tiedemann                    | deutscher Philosoph und Hochschullehrer                                                 | 55    |       |
| 25. Mai | Johann Georg Wilhelm von Baerensprung | preußischer Beamter                                                                     | 61    |       |
| 26. Mai | Barthold Jonas Beseler der Ältere     | deutscher Kleinschmied und Glockengießer                                                | 81    |       |
| 27. Mai | Friedrich Karl Lippert                | deutscher Sänger und Schriftsteller                                                     | ≈45   |       |
| 27. Mai | Ludwig                                | erster König des Königreichs Etrurien                                                   | 29    |       |
| 29. Mai | Franz Eduard von Scott                | preußischer Generalmajor und Kommandant der Zitadelle Spandau                           | 72    |       |
| 31. Mai | Franz Gareis                          | deutscher Kunstmaler                                                                    | 27    |       |

## Juni
| Tag      | Name                             | Beruf, bekannt als                                           | Alter | Beleg |
| -------- | -------------------------------- | ------------------------------------------------------------ | ----- | ----- |
| 1. Juni  | Döring Wilhelm von Krockow       | preußischer General der Infanterie                           |       |       |
| 2. Juni  | Ernst Jacob von Eckardstein      | deutscher Unternehmer, Großgrundbesitzer und Kammerherr      | 61    |       |
| 5. Juni  | Andreas Lanz                     | Schweizer Ingenieur, Geometer und Militär                    |       |       |
| 6. Juni  | Josiah Tattnall senior           | US-amerikanischer Politiker und Gouverneur von Georgia       |       |       |
| 9. Juni  | Friedrich Balcke                 | preußischer Beamter                                          |       |       |
| 10. Juni | Carl Friedrich von Biela         | deutscher k.u.k. Feldmarschall                               |       |       |
| 10. Juni | Henriette von Oberkirch          | Freundin der Prinzessin Sophia Dorothea von Württemberg      | 48    |       |
| 10. Juni | Anna Barbara Urner               | Schweizer Lyrikerin                                          | 43    |       |
| 11. Juni | Henrik Adam Brockenhuus          | dänischer Adliger                                            | 83    |       |
| 12. Juni | Athanasius Hettenkofer           | Abt des Klosters Waldsassen                                  | 67    |       |
| 12. Juni | Richard François Philippe Brunck | Straßburger Altphilologe                                     | 73    |       |
| 12. Juni | Erik Palmstedt                   | schwedischer Architekt                                       | 61    |       |
| 14. Juni | Johann Adam von Posch            | österreichischer Jurist und Verwaltungsbeamter               | 80    |       |
| 15. Juni | Pierre-François Bernier          | französischer Astronom                                       | 23    |       |
| 17. Juni | Otto Albrecht von Arnim          | preußischer Landrat                                          | 51    |       |
| 21. Juni | Georg Christoph Dahme            | deutscher lutherischer Theologe und Generalsuperintendent    | 65    |       |
| 22. Juni | Wilhelm Heinse                   | deutscher Schriftsteller, Gelehrter und Bibliothekar         | 57    |       |
| 23. Juni | Karl Gottfried Fürstenau         | deutscher Ökonom und Philosoph                               | 68    |       |
| 24. Juni | Matthew Thornton                 | irisch-britisch-US-amerikanischer Arzt, Jurist und Politiker |       |       |
| 28. Juni | Ludwig Finck von Finckenstein    | deutscher Richter und Minister in Preußen                    | 59    |       |

## Juli
| Tag      | Name                                 | Beruf, bekannt als                                                       | Alter | Beleg |
| -------- | ------------------------------------ | ------------------------------------------------------------------------ | ----- | ----- |
| 2. Juli  | Ernst Anton Heiliger                 | Bürgermeister von Hannover                                               | 73    |       |
| 4. Juli  | Peter Ascanius                       | norwegischer Zoologe und Mineraloge                                      | 80    |       |
| 5. Juli  | Immanuel Johann Gerhard Scheller     | deutscher Altphilologe und Lexikograf                                    | 68    |       |
| 7. Juli  | Jacques-François Demachy             | französischer Chemiker und Apotheker                                     | 74    |       |
| 8. Juli  | Francesco Casanova                   | italienischer Schlachtenmaler                                            | 76    |       |
| 8. Juli  | Frederick Hervey, 4. Earl of Bristol | britischer Bischof, Kunstliebhaber und Exzentriker                       | 72    |       |
| 8. Juli  | Helena Martini                       | Mätresse und Vertraute von Ludwig VIII. von Hessen-Darmstadt             | 75    |       |
| 14. Juli | Esteban Salas y Castro               | kubanischer Komponist und Kirchenmusiker                                 | 77    |       |
| 15. Juli | Maria Theresia von Eltz-Rodendorf    | Grundbesitzerin                                                          |       |       |
| 16. Juli | Thomas Albrecht Pingeling            | deutscher Kupferstecher                                                  | 75    |       |
| 17. Juli | Adolf                                | Landgraf von Hessen-Philippsthal-Barchfeld aus dem Haus Hessen           | 60    |       |
| 17. Juli | James T. Callender                   | schottisch-US-amerikanischer Schriftsteller und Satiriker                |       |       |
| 21. Juli | Johann Jacob Volkmann                | deutscher Schriftsteller                                                 | 71    |       |
| 22. Juli | Domenico Corvi                       | italienischer Maler des Rokoko und der Neoklassik                        | 81    |       |
| 25. Juli | Joseph-Barnabé Saint-Sevin           | französischer Komponist und Violinist                                    | 76    |       |
| 25. Juli | Melchior Adam Weikard                | deutscher Arzt und Philosoph                                             | 61    |       |
| 27. Juli | Uno von Troil                        | Erzbischof von Uppsala                                                   | 57    |       |
| 29. Juli | Jean-Baptiste d’Odet                 | Schweizer römisch-katholischer Geistlicher, Bischof des Bistums Lausanne | 50    |       |

## August
| Tag        | Name                                           | Beruf, bekannt als                                                                                 | Alter | Beleg |
| ---------- | ---------------------------------------------- | -------------------------------------------------------------------------------------------------- | ----- | ----- |
| 2. August  | Michael Philipp Boumann                        | deutscher Architekt und Baumeister in Preußen                                                      | 56    |       |
| 4. August  | Hermann Jacob Lasius                           | deutscher Altphilologe und Pädagoge                                                                | 87    |       |
| 6. August  | Asaf Jah II.                                   | über 40 Jahre der Herrscher des Gebiets des indischen Dekkan, das zum Fürstenstaat Hyderabad wurde | 69    |       |
| 6. August  | Pascha Johann Friedrich Weitsch                | deutscher Landschaftsmaler                                                                         | 79    |       |
| 9. August  | Johann Eugen von Hundt und Alten Grottkau      | preußischer Landrat                                                                                | 40    |       |
| 10. August | Angelo Maria Bandini                           | italienischer Autor und Bibliothekar sowie Kanoniker                                               | 76    |       |
| 10. August | Joseph Galloway                                | britischer Politiker im kolonialen Nordamerika                                                     |       |       |
| 11. August | Karl von Hohenzollern-Hechingen                | Fürstbischof von Ermland                                                                           | 71    |       |
| 12. August | Ignazio Busca                                  | italienischer Geistlicher, Kardinal und Kardinalstaatssekretär                                     | 71    |       |
| 14. August | Johann Heinrich August Schulze                 | deutscher Pädagoge, Philologe und evangelischer Geistlicher                                        | 48    |       |
| 15. August | Friedrich Gottlieb von Laurens                 | preußischer Generalmajor, Chef des Infanterieregiments Nr. 56                                      | 66    |       |
| 18. August | James Beattie                                  | schottischer Philosoph und Schriftsteller                                                          | 67    |       |
| 18. August | Adolph Friedrich Trendelenburg                 | deutscher Jurist, dreimaliger Rektor der fürstlichen Universität Bützow und Hofpfalzgraf           | 66    |       |
| 21. August | Jacob Breuls                                   | Bremer Jurist, Senator und Bürgermeister                                                           | 53    |       |
| 24. August | Gregorio Fontana                               | italienischer Mathematiker                                                                         | 67    |       |
| 24. August | James Napper Tandy                             | irischer Unabhängigkeitskämpfer                                                                    |       |       |
| 29. August | Louise Diede zum Fürstenstein                  | deutsche Adlige, Pianistin                                                                         | 51    |       |
| 30. August | Otto Kasimir von Meerscheidt genannt Hüllessem | königlich preußischer Generalmajor und Kommandeur von Magdeburg                                    |       |       |

## September
| Tag           | Name                                         | Beruf, bekannt als                                                                                  | Alter | Beleg |
| ------------- | -------------------------------------------- | --------------------------------------------------------------------------------------------------- | ----- | ----- |
| 1. September  | Samuel Collenbusch                           | deutscher Arzt, Biblizist und Vertreter des Pietismus im Rheinland                                  | 79    |       |
| 2. September  | Jean-Baptiste Janson                         | französischer Cellist und Komponist der Klassik                                                     | 61    |       |
| 3. September  | Pomaré I.                                    | König auf Französisch-Polynesien                                                                    |       |       |
| 5. September  | Pierre-Ambroise-François Choderlos de Laclos | französischer Schriftsteller und Offizier                                                           | 61    |       |
| 5. September  | François Devienne                            | französischer Komponist und Flötist                                                                 | 44    |       |
| 6. September  | Theophilus Bradbury                          | US-amerikanischer Jurist und Politiker                                                              | 63    |       |
| 6. September  | Friedrich Gideon von Wolky                   | preußischer Generalleutnant, Chef des Husarenregiments Nr. 10                                       |       |       |
| 10. September | Friederike Schmidt von Hessenheim            | Heilbronner Patrizierin                                                                             | 52    |       |
| 11. September | Franz von Lauer                              | k. k. Feldzeugmeister und Kommandeur des Maria-Theresia-Ordens                                      | 67    |       |
| 13. September | John Barry                                   | irisch-amerikanischer Marineoffizier                                                                | 58    |       |
| 13. September | Johann Joseph Nietner                        | deutscher Hofgärtner in Sagan und Niederschönhausen                                                 | 76    |       |
| 15. September | Giovanni Francesco Albani                    | Kardinalbischof von Ostia und Kardinaldekan (1775–1803)                                             | 83    |       |
| 16. September | Nicolas Baudin                               | französischer Forschungsreisender                                                                   | 49    |       |
| 17. September | Gerhard Philipp Scholvin                     | evangelischer Theologe                                                                              | 79    |       |
| 17. September | Richard Smith                                | US-amerikanischer Politiker                                                                         | 68    |       |
| 17. September | Franz Xaver Süßmayr                          | österreichischer Komponist                                                                          |       |       |
| 18. September | Antoine Hugot                                | französischer Flötist, Hochschullehrer und Komponist                                                |       |       |
| 20. September | John Brown                                   | US-amerikanischer Politiker                                                                         | 67    |       |
| 20. September | Robert Emmet                                 | irischer Rebellenführer und Nationalist                                                             | 25    |       |
| 21. September | Maria Fortunata d’Este                       | italienische Prinzessin und durch Heirat Gräfin de la Marche und Prinzessin de Conti                | 69    |       |
| 22. September | Johann Mathias Butz von Rolsberg             | österreichischer katholischer Geistlicher                                                           | 91    |       |
| 24. September | Helena Pawlowna Romanowa                     | Mitglied des Hauses Romanow-Holstein-Gottorp und durch Heirat Erbprinzessin zu Mecklenburg-Schwerin | 18    |       |
| 24. September | Georg Wilhelm Stein der Ältere               | deutscher Mediziner und aktiver Freimaurer                                                          | 66    |       |

## Oktober
| Tag         | Name                                             | Beruf, bekannt als                                                                                       | Alter | Beleg |
| ----------- | ------------------------------------------------ | --- | ----- | ----- |
| 1. Oktober  | Peter Christoph Gotthilf von Baumgarten          | preußischer Landrat                                                                                      | 62    |       |
| 1. Oktober  | Philipp von Luck und Witten                      | preußischer Oberst und Ritter des Ordens Pour le Mérite                                                  | 64    |       |
| 2. Oktober  | Abd al-Aziz ibn Muhammad                         | Imam der Wahhabiten (1765–1803)                                                                          |       |       |
| 2. Oktober  | Samuel Adams                                     | US-amerikanischer Staatsmann und Revolutionär                                                            | 81    |       |
| 2. Oktober  | Philipp Ludwig Rößler                            | nassauischer Hofgerichtsrat                                                                              | 60    |       |
| 4. Oktober  | Johann Nicolaus Willebrandt                      | deutscher Jurist, Diplomat und Amtmann                                                                   |       |       |
| 6. Oktober  | Johann Christian Sulzberger                      | Gründer der „Dr. Sulzbergerschen Armen- und Krankenstiftung“ und Erfinder der gleichnamigen Flusstinktur | 73    |       |
| 7. Oktober  | Pierre Vachon                                    | französischer Violinist und Komponist                                                                    | 65    |       |
| 8. Oktober  | Vittorio Alfieri                                 | italienischer Dichter und Dramatiker                                                                     | 54    |       |
| 10. Oktober | Robert Rutherford                                | US-amerikanischer Politiker                                                                              | 74    |       |
| 11. Oktober | Alexander Matwejewitsch Dmitrijew-Mamonow        | Liebhaber Katharinas II. von Russland (1786–1789)                                                        | 45    |       |
| 13. Oktober | Louis Claude de Saint-Martin                     | französischer Freimaurer, Philosoph und Mystiker                                                         | 60    |       |
| 14. Oktober | Aimé Argand                                      | Schweizer Erfinder, Physiker, Chemiker und Unternehmer                                                   | 53    |       |
| 14. Oktober | Ercole III. d’Este                               | Herzog von Modena und Reggio                                                                             | 75    |       |
| 14. Oktober | Jacques Gamelin                                  | französischer Maler, Zeichner, Kupferstecher und Radierer                                                | 65    |       |
| 15. Oktober | Ole Irgens                                       | norwegischer lutherischer Bischof                                                                        | 79    |       |
| 19. Oktober | Benedict Strauch                                 | deutscher katholischer Theologe und Pädagoge                                                             | 79    |       |
| 21. Oktober | Alberto Fortis                                   | italienischer Geistlicher, Naturphilosoph und Universalgelehrter                                         | 62    |       |
| 23. Oktober | Edmund Pendleton                                 | US-amerikanischer Pflanzer, Jurist und Politiker                                                         | 82    |       |
| 26. Oktober | Joseph Fay                                       | US-amerikanischer Politiker und Geschäftsmann                                                            | 50    |       |
| 26. Oktober | Granville Leveson-Gower, 1. Marquess of Stafford | britischer Politiker                                                                                     | 82    |       |
| 27. Oktober | Heinrich Johann von Brevern                      | deutschbaltischer Landrat                                                                                | 54    |       |
| 28. Oktober | Ottone Calderari                                 | italienischer Architekt                                                                                  | 73    |       |
| 30. Oktober | Karl Philipp zu Ingelheim                        | Oberamtmann in Königstein und Kurmainzer Rat                                                             | 63    |       |
| 30. Oktober | Johann Jakob Lautemann                           | deutscher Architekt und Baumeister                                                                       | 66    |       |
| 31. Oktober | Friedrich Bernritter                             | deutscher satirischer Schriftsteller                                                                     |       |       |
| 31. Oktober | Hans Rudolf von Bischoffwerder                   | preußischer Generalmajor; Außenminister und Günstling Friedrich Wilhelms II. von Preußen                 | 61    |       |
| Oktober     | Ulrich Achter                                    | deutscher Violinist und Komponist                                                                        | 26    |       |

## November
| Tag          | Name                                    | Beruf, bekannt als                                                                                                | Alter | Beleg |
| ------------ | --------------------------------------- | --- | ----- | ----- |
| 2. November  | Carl Gottlieb Ferdinand von Sandretzki  | preußischer Landrat                                                                                               | 57    |       |
| 6. November  | Ferdinand George von Oppeln-Bronikowski | preußischer Landrat der Kreise Bromberg, Deutsch Krone, Landesdirektor und Kammerpräsident                        | 52    |       |
| 9. November  | Georges-Louis Le Sage                   | Genfer Physiker                                                                                                   | 79    |       |
| 9. November  | Dietrich Wilhelm von Schultz            | preußischer Generalmajor, Kommandeur des Bosniken-Korps, Chef des Husarenregiments Nr. 3                          | 70    |       |
| 11. November | Rafael ben Jekutiel Süsskind Kohen      | Rabbiner | 81    |       |
| 12. November | Petro Kalnyschewskyj                    | ukrainischer Ataman und Heiliger der Ukrainisch-Orthodoxen Kirche                                                 | 112   |       |
| 12. November | Friedrich Alexander von Schönberg       | kurfürstlich-sächsischer Kammerherr, Obersteuerdirektor und Rittergutsbesitzer                                    | 49    |       |
| 13. November | Christoph Friedrich Loesner             | deutscher Altphilologe                                                                                            | 69    |       |
| 14. November | Christian Erdmann Kindten               | deutscher Orgelbauer                                                                                              | 51    |       |
| 15. November | Elias Bilgram                           | deutscher Gürtlermeister, Mechaniker, Kunsthandwerker, Metallkünstler, Mechaniker, Instrumentenbauer und Zeichner |       |       |
| 21. November | Johannes Bückler                        | deutscher Räuber                                                                                                  |       |       |
| 21. November | Christian Reinhard                      | deutscher Mittäter des Schinderhannes                                                                             |       |       |
| 27. November | Antoine Guenée                          | französischer Priester und christlicher Apologet                                                                  | 86    |       |
| 28. November | Johann Jakob Nathanael Neumann          | deutscher evangelischer Theologe und Philosoph                                                                    | 53    |       |
| 28. November | Tobias Friedrich Pfeiffer               | deutscher Sänger, Oboist, Pianist, Komponist und Musikpädagoge                                                    | 47    |       |
| 29. November | Christoph Christian von Knorr           | habsburgischer General                                                                                            | 63    |       |
| 29. November | Johann Bernhard Vermehren               | frühromantischer deutscher Dichter und Gelehrter                                                                  | 26    |       |
| 29. November | Joseph Walcher                          | österreichischer Jesuit, Mathematiker und Physiker                                                                | 84    |       |
| 30. November | François-Marie Daudin                   | französischer Zoologe                                                                                             | 27    |       |

## Dezember
| Tag          | Name                                                 | Beruf, bekannt als | Alter | Beleg |
| ------------ | ---------------------------------------------------- | --- | ----- | ----- |
| 2. Dezember  | Adam Christopher Oldenburg                           | dänischer Generalmajor | 67    |       |
| 4. Dezember  | Christoph Barthold Scharf                            | deutscher Verwaltungsjurist und landeskundlicher Autor                                                                        | 77    |       |
| 5. Dezember  | Franz Karl Wißgrill                                  | österreichischer Genealoge und Heraldiker                                                                                     |       |       |
| 11. Dezember | Georg Friedrich Heinrich von Hohenlohe-Ingelfingen   | preußischer Generalmajor, Chef des Infanterieregiments Nr. 31                                                                 | 46    |       |
| 11. Dezember | William Vans Murray                                  | US-amerikanischer Politiker                                                                                                   | 43    |       |
| 13. Dezember | Jean Nicolas Grou                                    | französischer Jesuit, Priester, Mystiker und Theologe                                                                         | 72    |       |
| 14. Dezember | Mark Thomson                                         | US-amerikanischer Politiker                                                                                                   |       |       |
| 15. Dezember | Anne Emmanuel von Croÿ                               | 8. (französischer) Herzog von Croÿ, Fürst von Solre in der Grafschaft Hennegau, Reichsfürst und Grand d’Espagne erster Klasse | 60    |       |
| 15. Dezember | Ludwig Josef Uhland                                  | deutscher evangelischer Theologe                                                                                              | 81    |       |
| 17. Dezember | Luise Franziska Sophie von Imhoff                    | deutsche Hofdame |       |       |
| 17. Dezember | Pietro Antonio Zorzi                                 | italienischer Ordensgeistlicher, Erzbischof von Udine und Kardinal                                                            | 58    |       |
| 18. Dezember | Johann Gottfried Herder                              | deutscher Dichter, Philosoph, Übersetzer und Theologe der Weimarer Klassik                                                    | 59    |       |
| 19. Dezember | Philipp Georg von Browne                             | k. k. Feldmarschall-Lieutenant                                                                                                | 76    |       |
| 21. Dezember | Andreas von Neu                                      | kaiserlicher Feldmarschallleutnant                                                                                            | 69    |       |
| 22. Dezember | Carolus Segaar                                       | niederländischer Philologe und reformierter Theologe                                                                          | 79    |       |
| 24. Dezember | Georg I.                                             | Herzog von Sachsen-Meiningen                                                                                                  | 42    |       |
| 26. Dezember | Friedrich Heinrich d’Embers                          | preußischer Generalmajor, Kommandeur des III. Bataillons im Infanterieregiment Nr. 39                                         | 62    |       |
| 26. Dezember | Ernst Christian Gottlieb von Gaffron und Oberstradam | preußischer Landrat | 62    |       |
| 27. Dezember | Carl Ludwig von Pfuel                                | preußischer Generalmajor | 78    |       |
| 28. Dezember | William Shipley                                      | britischer Zeichenlehrer, Kunstförderer, Erfinder                                                                             | 88    |       |
| 29. Dezember | Friedrich Ludolph Hansen                             | deutscher Kaufmann und Baumeister                                                                                             | 65    |       |
| 30. Dezember | Francis Lewis                                        | britisch-US-amerikanischer Kaufmann, einer der Gründerväter der USA                                                           | 90    |       |
| 30. Dezember | Johann Georg Specht                                  | Baumeister am Ende der Barockzeit                                                                                             | 82    |       |
| 31. Dezember | Eric Hesselgren                                      | schwedischer Theologe und Bischof                                                                                             | 88    |       |

## Datum unbekannt
| Tag | Name                                          | Beruf, bekannt als                                                  | Alter | Beleg |
| --- | --------------------------------------------- | ------------------------------------------------------------------- | ----- | ----- |
|     | Joseph Abenthung                              | österreichischer Baumeister                                         |       |       |
|     | Johann Christian Bartsch                      | preußischer Kriegs- und Domänenrat                                  |       |       |
|     | Johann Gottlob Bergold                        | deutscher Rechtswissenschaftler                                     |       |       |
|     | Dietrich Jürgen Boy                           | Lübecker Bildhauer                                                  |       |       |
|     | Duncan Campbell                               | britischer Wirtschaftstreibender, Reeder, Plantagenbesitzer         |       |       |
|     | Francisco Tadeo Díez de Medina                | Gouverneur von Chile                                                |       |       |
|     | Christian Heinrich Eigenwillig                | deutscher Baumeister                                                |       |       |
|     | John Erskine                                  | schottischer Pfarrer der Church of Scotland und Autor               |       |       |
|     | Salvador Fidalgo                              | spanischer Seefahrer, Entdecker und Hydrograph                      |       |       |
|     | Wilhelm Friedrich Goez                        | evangelischer Kirchenrats-Baumeister in Ludwigsburg                 |       |       |
|     | Benjamin Hase                                 | deutscher Hofbaumeister                                             |       |       |
|     | Anton Georg Hauptmann                         | deutscher Baumeister                                                |       |       |
|     | Karl Anton Franz Donat Heußlein von Eußenheim | fränkischer Rittmeister und Hochfürstlich-Würzburgischer Kammerherr |       |       |
|     | Homma Munehisa                                | japanischer Reishändler                                             |       |       |
|     | Christian Hee Hwass                           | dänischer Malakologe                                                |       |       |
|     | Thomas Jones                                  | englischer Maler                                                    |       |       |
|     | Rodion Rodionowitsch Kasakow                  | russischer Architekt                                                |       |       |
|     | Johann Christoph Kellner                      | deutscher Komponist und Organist                                    |       |       |
|     | Niklaus Kury                                  | Schweizer Bildhauer                                                 |       |       |
|     | Jean-Baptiste Lallemand                       | französischer Maler                                                 |       |       |
|     | Louis Adrien Le Paige                         | französischer Jurist und Publizist                                  |       |       |
|     | Carl Wilhelm von Ludolf                       | österreichischer Diplomat und Orientalist                           |       |       |
|     | Elias Mayer                                   | Oberhof- und Milizfaktor in Mannheim                                |       |       |
|     | Hartmann von Moos                             | Schweizer reformierter Geistlicher                                  |       |       |
|     | Gotthard Christoph Müller                     | deutscher Mathematiker, Topograph und Ingenieur                     |       |       |
|     | Jaume Antoni Obrador i Soler                  | spanischer Theologe und Autor                                       |       |       |
|     | Maha Surasinghanat                            | siamesischer Militär                                                |       |       |
|     | Mihai Șutu                                    | Fürst der Walachei und der Moldau                                   |       |       |
|     | John Walker                                   | schottischer reformierter Theologe und Naturforscher                |       |       |
|     | Thomas Wignell                                | US-amerikanischer Schauspieler und Theatermanager                   |       |       |
|     | Peter Woulfe                                  | irischer Chemiker und Mineraloge                                    |       |       |